# 仙境謀殺案 (電影)
《仙境謀殺案》（英語：Wonderland）是一部2003年上映的美国犯罪劇情片，由詹姆斯·考克斯（James Cox）共同编剧并执导，基于1981年发生的真实案件“仙境謀殺案”改编。影片由方·基默、凱特·博斯沃斯、迪倫·麥狄蒙、嘉莉·費雪、丽莎·库卓、喬許·盧卡斯、克里斯蒂娜·艾伯盖特、提姆·布雷克·尼爾森和简恩·加罗法洛（Janeane Garofalo）主演。基默在片中饰演约翰·霍姆斯，一位著名的色情片明星，他被怀疑是发生在洛杉矶月桂峡谷仙境大道8763号住宅的四起惨案的共犯。影片采用了类似羅生門的非线性叙事结构，从不同的视角呈现了对这几起谋杀案的相互矛盾的说法。

## 剧情

### 约翰·霍姆斯和道恩·席勒
约翰·霍姆斯将女友道恩·席勒独自留在了酒店房间，后来她流落街头，被一名热心教徒收留。席勒打电话给霍姆斯让他来接她。霍姆斯来到公寓后，他们在浴室里吸食可卡因，发生了性关系。第二天早晨，在汽车旅馆房间里，道恩看到一则新闻播报，称四个人在仙境大道的排屋中被杀害，而她早些时候曾和霍姆斯一起去过那里。故事随后转到两名负责调查此案的城市侦探——山姆·尼科和路易斯·克鲁兹，以及他们与霍姆斯的会面。另一名警官比利·沃德也介入了调查。

### 大卫·林德的故事
接下来引入的主要角色是大卫·林德。他听说了朋友们在仙境的谋杀案，随后发现自己的女友也在现场。林德在犯罪现场被尼科和克鲁兹带走。在林德透过闪回叙述的故事中，我们认识了那些曾经在仙境聚会的人。这些人被称为“仙境帮”，有罗恩·劳尼乌斯及其妻子苏珊、比利·德弗尔、大卫·林德的22岁女友芭芭拉·理查森和乔伊·米勒。罗恩喜欢古董枪，经常炫耀它们。当他得知霍姆斯认识臭名昭著的黑帮老大埃迪·纳什时，便把一对偷来的古董枪交给霍姆斯，打算让纳什帮忙销赃，然后“仙境帮”瓜分战利品。（纳什因为霍姆斯身为艳星时化名“约翰尼·沃德”的知名度而结交了他。）霍姆斯把枪带到纳什那里，但纳什认为这些枪太稀有，一旦出售会马上被识别出来，所有涉案人都会被捕。然而纳什没有把枪还给霍姆斯，而是据为己有。为了重新赢得“仙境帮”的信任，霍姆斯提议抢劫纳什的家。起初，罗恩·劳尼乌斯对抢劫犹豫不决，但在霍姆斯告诉他那里的情况后，他很快变得积极起来。霍姆斯主动提出绘制一张抢劫计划的地图，因为他经常去纳什家。霍姆斯随后找纳什买了毒品，在离开时故意把厨房门没锁好，为“仙境帮”提供了方便的入口。

### 抢劫埃迪·纳什
第二天早晨，罗恩·劳尼乌斯、林德和德弗尔执行了抢劫任务，而车手特雷西·麦考特在外面的车里担任哨兵。当抢劫发生时，霍姆斯和几名女子都不在现场。“仙境帮”透过未锁的厨房门进入，用枪指着纳什进行抢劫。林德意外开枪，击伤了纳什的保镖格雷格·迪尔斯。帮派成员向纳什和迪尔斯发出种族侮辱，随后带走了超过一百万美元的现金、珠宝和毒品。他们将战利品带回仙境公寓进行分赃。尽管霍姆斯没有参与抢劫，而且他还欠了帮派的钱，他却对分得的那一份不满。
当纳什发现霍姆斯参与了抢劫后，他让人殴打了霍姆斯，还找到了霍姆斯的地址簿。他威胁霍姆斯，如果不交出参与抢劫的人，他将按照地址簿上列的名字开始杀人，先杀霍姆斯的母亲。

### 1981年7月1日
抢劫事件的报复来得迅速而致命。1981年7月1日，纳什的手下（包括霍姆斯在内），由迪尔斯带领，闯入了仙境大道的公寓。罗恩·劳尼乌斯、德弗尔、理查森和米勒都被用铅管残忍殴打致死。迪尔斯强迫霍姆斯对劳尼乌斯下手。苏珊·劳尼乌斯虽然也被殴打但幸存了下来，随后在医院的病床上接受了尼科和克鲁兹的询问。她告诉他们（几乎处于昏迷状态），她不记得任何事，只记得一些模糊的影子。林德在案件发生时不在现场。

## 演员
- 方·基默 饰 约翰·霍姆斯 John Holmes
- 凱特·博斯沃斯 饰 道恩·席勒 Dawn Schiller
- 迪倫·麥狄蒙 饰 大卫·林德 David Lind
- 嘉莉·費雪 饰 萨莉·汉森 Sally Hansen
- 喬許·盧卡斯 饰 罗恩·劳尼乌斯 Ron Launius
- 克里斯蒂娜·艾伯盖特 饰 苏珊·劳尼乌斯 Susan Launius
- 泰德·拉文 饰 山姆·尼科侦探 Detective Sam Nico
- 提姆·布雷克·尼爾森 饰 比利·德弗尔 Billy Deverell
- 简恩·加罗法洛 饰 乔伊·米勒 Joy Miller
- 娜塔莎·格雷格森·瓦格纳（英语：Natasha Gregson Wagner） 饰 芭芭拉·理查森 Barbara Richardson
- 费松·洛夫（英语：Faizon Love） 饰 格雷格·迪尔斯 Greg Diles
- 乔蕾·普尔索内蒂 饰 艾莉克莎 Alexa
- 丽莎·库卓 饰 莎伦·霍姆斯 Sharon Holmes
- M.C. 盖尼（英语：M. C. Gainey） 饰 比利·沃德侦探 Detective Billy Ward
- 乔尔·迈克利（英语：Joel Michaely） 饰 布鲁斯 Bruce
- 弗兰基·G（英语：Franky G） 饰 路易斯·克鲁兹侦探 Detective Louis Cruz
- 埃里克·博高森 饰 埃迪·纳什 Eddie Nash
- 芭黎絲·希爾頓 饰 芭比 Barbie
- 史考特·麥奈利 饰 杰克 Jack
- 约翰·霍姆斯（档案影像） 饰 约翰尼·沃德 Johnny Wadd
- 邁克爾·皮特（被删片段） 饰 “地鼠” 'Gopher'
- 亚历克西斯·泽纳（英语：Alexis Dziena）（被删片段） 饰 地鼠的女友

## 制作
为了尽可能准确地讲述约翰·霍姆斯和“仙境謀殺案”的故事，导演詹姆斯·考克斯和制片人霍莉·威尔斯玛找到了真实的道恩·席勒和莎伦·霍姆斯。霍姆斯和席勒在约翰·霍姆斯1988年去世后成为了密友，为该片担任顾问。

## 上映
该片于2003年9月8日在多倫多國際電影節首映。狮门影业于2003年10月3日为该片进行了有限上映。

### 家庭媒体
该片于2004年2月10日由狮门影业发布了DVD版本。DVD的附加内容有导演詹姆斯·考克斯与编剧卡普顿·毛兹纳的评论音轨、被删片段以及有关“仙境謀殺案”的法庭电视台专题节目。此次发行还收录纪录片《沃德：约翰·C·霍姆斯的生平与时代》（Wadd: The Life and Times of John C. Holmes），其中采访了《洛杉磯時報》影评人肯尼思·图兰（Kenneth Turan）、《不羈夜》的编剧兼导演保羅·湯瑪斯·安德森和莎伦·霍姆斯。
2010年10月5日，狮门影业发布了该片的蓝光版本。2004年DVD的部分附加内容被保留，但未收录《沃德》纪录片。

## 评价
在爛番茄网站上，该片基于101条评论的好评率为34%。该网站的共识是：“一部肮脏且毫无意义的电影，但有一些出色的表演。”在Metacritic上，基于36位评论家的评论，该片的评分为43%，表明“评论褒贬不一或一般”。
许多评论家称赞了基默、库卓和博高森的表演。罗杰·埃伯特写道：“基默饰演的约翰·霍姆斯令人信服，特别是在他情绪间摇摆不定时；我们看到他时而迷人、时而丑陋、自怜、偏执，但最重要的是，他极度需要毒品。”他还补充道：“库卓的表演是影片中最引人注目的，当她面对面冷冷拒绝霍姆斯的求助时，我们猜想霍姆斯需要她也许是因为她是他生命中唯一的成年人。”
《偏锋杂志》的埃德·冈萨雷斯（Ed Gonzales）写道：“基默几乎凭借他对霍姆斯令人不安的、极度明显的绝望的演绎，成功挽救了《仙境謀殺案》那华而不实的表现主义。作为成人电影界破败的国王，基默喋喋不休、魅力四射、让人感到恐惧，看起来被欲望吞噬得惨不忍睹，却仍然被欲望驱使。”
一些评论家认为罗生门式的叙事手法令人困惑，但也有评论家为此辩护。《帝國》杂志的尼克·道森（Nick Dawson）表示：“这种叙事结构为电影的自由风格做出了贡献，影片充满了脉动的能量和强劲的配乐。”另一些评论家认为影片中的角色刻画不够深入，影片缺乏一个重要的视角。
冈萨雷斯在《偏锋杂志》上写道：“考克斯显然想透过霍姆斯的故事带给观众情感上的冲击，但当影片将其粗俗暴露无遗时，整个作品比起探索更像是在剥削。”埃伯特对该片的整体评价平平，给了两颗星（满分四颗），并表示：“真实犯罪程序类影片有时能让人着迷，但前提不是这样凌乱地展现一些可能发生过、也可能没发生过的事情，而这些事情涉及的都是一些空洞的人物，他们唯一的名气就是他们已经死了。”
评论家还将该片与《不羈夜》作比较，《德瑟雷特新聞》的杰夫·维斯（Jeff Vice）评论道：“尽管《仙境謀殺案》基于真实故事，但它看起来比《不羈夜》虚构的剧情还要不真实，后者的创作灵感来源于相似的素材。”《Exclaim!》的詹姆斯·基斯特（James Keast）表示《仙境謀殺案》“看起来像是《不羈夜》最后40分钟被延伸成了一部电影。”评论家马克·德明（Mark Deming）写道：“虽然考克斯拥有一个令人悲伤且引人入胜的真实故事，但最终呈现的效果却平淡无味，几乎没有告诉我们任何关于霍姆斯的事情，也没讲述他如何堕入毒瘾与绝望，而《不羈夜》则让德克·迪格勒（Dirk Diggler）的生活既悲剧又有深意。”